# Đào Văn Tập
Đào Văn Tập (1927-1989) tại thôn Tường Thụy, xã Trác Văn, huyện Duy Tiên, tỉnh Hà Nam. Ông là một trong số không nhiều nhà kinh tế học được Hội đồng Chính phủ phong học hàm Giáo sư đợt đầu tiên năm 1980.

## Tiểu sử
Đào Văn Tập sinh ngày 28 tháng 10 năm 1927 tại thôn Tường Thụy, xã Trác Văn, huyện Duy Tiên, tỉnh Hà Nam. Từ năm 1948 đến 1976, ông lần lượt giữ nhiều chức vụ trong ngành thông tin và nghiên cứu khoa học thuộc Ủy ban khoa học xã hội Việt Nam. Năm 1977, ông được giao Phó Chủ nhiệm Ủy ban khoa học xã hội Việt Nam, từ năm 1982 đến 1985, ông làm Chủ nhiệm Ủy ban khoa học xã hội Việt Nam.
Từ năm 1975, Đào Văn Tập được bầu làm Đại biểu Quốc hội trong ba khóa 5; 6; 7 và là Ủy viên thường vụ Quốc hội nước CHXHCN Việt Nam khóa V và khóa VII; chủ nhiệm Ủy ban Kinh tế kế hoạch và ngân sách Quốc hội khóa VII.
Ông cũng từng là phó chủ tịch liên hiệp các hội Khoa học và kỹ thuật Việt Nam; Phó chủ tịch kiêm Tổng thư kí hội Khoa học kinh tế Việt Nam. Đào Văn Tập nhận hàm Giáo sư năm 1980, ông có nhiều năm nghiên cứu giảng dạy kinh tế, chính trị tại trường Đại học Tổng hợp Hà Nội; là chủ nhiệm khoa Kinh tế chính trị tại trường Đại học Tổng hợp Hà Nội.